# Tomasz Wełnicki
Tomasz Wełnicki (* 18. März 1990 in Olsztyn) ist ein polnischer Fußballspieler auf der Position eines Abwehrspielers.

## Karriere

### Jugend
Wełnicki begann seine Karriere in der Jugend von Warmia Olsztyn, von wo er vom deutschen Klub VfL Bochum verpflichtet wurde. Bei den Bochumern spielte er bis 2009 in der Jugendmannschaft, ehe er vom 1. FC Nürnberg verpflichtet wurde.

### Vereinskarriere
Beim 1. FC Nürnberg wurde Wełnicki in den Kader der zweiten Mannschaft aufgenommen und absolvierte seine ersten Spiele in der Regionalliga Süd. 2010 spielte er noch die Herbstsaison in Nürnberg. Im Januar 2011 wurde er vom österreichischen Bundesligisten Kapfenberger SV für ein Jahr ausgeliehen. Sein Debüt in der höchsten österreichischen Spielklasse gab der Innenverteidiger am 12. Februar 2011 im Steiermarkderby gegen den späteren Meister SK Sturm Graz. Wełnicki spielte über die volle Spielzeit; das Spiel in der UPC-Arena wurde mit 0:2 verloren. Insgesamt kam er in seinem ersten Jahr auf 16 Einsätze und sah einmal die Gelbe Karte. Der KSV wurde Achter der Endtabelle. Nachdem er im Sommer 2011 fest verpflichtet worden war, zog sich Wełnicki allerdings Ende August 2011 im Ligaspiel gegen die SV Ried einen Kreuzbandriss zu und fiel bis zum Saisonende 2011/12 aus. Danach konnte er sich seinen Stammplatz jedoch nicht wieder erkämpfen und so wurde sein Vertrag im Sommer 2013 nicht verlängert. Im Juli 2013 gab dann der polnische Erstligist Górnik Zabrze die Verpflichtung von Wełnicki bekannt. Er unterschrieb einen Einjahresvertrag bis Ende Juni 2014. Nach Ablauf des Vertrages wechselte er zum Zweitligisten OKS Stomil Olsztyn.
Nach einem Jahr ginge er dann zu Zawisza Bydgoszcz und kehrte nach der Saison zu OKS Stomil Olsztyn zurück. 2018 wechselte er in die 2. Mannschaft von Legia Warschau um danach ein drittes Mal bei OKS Stomil Olsztyn zu unterschreiben. Seit Februar 2019 spielt er nun für Drittligist Siarka Tarnobrzeg.

## Nationalmannschaft
Wełnicki bestritt insgesamt sechs Spiele für die U-17, U-19 und die U-20 des polnischen Fußballverbandes.